# ベン村さ来
ベン村さ来（べんむらさき、1968年7月8日 - ）は日本の放送作家。東京都品川区出身。国士舘大学卒。妻は三味線漫談家の藤本芝裕（旧芸名：相馬ひろみ）。

## 来歴・人物
目黒駅前にある乾物屋の長男として育つ。14歳の時、ニッポン放送のラジオ番組『ビートたけしのオールナイトニッポン』にハガキ投稿を始める。しかし書いたネタが余りにつまらなかったのでたけしから『最低ハガキ職人』の称号を得る。しかし高校１年の時から放送作家を志していたので、高校卒業後浅草キッドに入門、ピン芸人を経て『浅草キッドのオールナイトニッポン』で念願の構成作家を務めた。ニッポン放送では『浅草キッドの土曜メキ突撃!ちんちん電車!』『ラジオブロンクス』『松村邦洋のオールナイトニッポン』『U-turnのオールナイトニッポン』『HOT'n HOT お気に入りに追加!』『高田文夫のラジオビバリー昼ズ』他を担当。学生時代からの阪神タイガースのファンでもある。
25歳でお笑いタレントの相馬ひろみ（のちに藤本芝裕を襲名し、三味線漫談家となる）と結婚し、個人事務所『ベン村さ来事務所』を設立した。
「お笑いセメントマッチ」主催者として90年代中盤から中堅・ベテラン層のピン芸人を応援。
品川区・目黒駅前商店街「目黒のさんま祭り」を発案し、実行委員会副委員長・寄席責任者を務めている。

## エピソード
- ペンネームは映画『哀しい気分でジョーク』で原田大二郎が演じた『ベン村木』と、かって高田文夫がCM出演していた居酒屋『村さ来』から取った。
- 『ビートたけしのオールナイトニッポン』では、『軽井沢おかまツアー』や『地獄のサマー・ビーチ・ツアー』に参加。名物ハガキ職人として君臨。また、同じく名物ハガキ職人だった道上ゆきえらと『有楽町ハリケーンズ』を結成している。

## 書籍
- 「浅草キッドの言わんのバカクイズ」扶桑社
- 「浅草キッドの言わんのバカクイズ2」扶桑社
- 「笑芸人」高田文夫、笑芸人編集部・編著（白夜書房）※共著
- 「落語ファン倶楽部」高田文夫・監修（白夜書房）※共著
- 「完璧版 テレビバラエティ大笑辞典」高田文夫、笑芸人編集部・編著（白夜書房）※共著
- 「コミックソングレコード大全」高田文夫・監修（白夜書房）※協力
- 「高田文夫のラジオビバリー昼ズ そんなこんなで20年」（ニッポン放送）※共著
- 「金持ち川柳 貧乏川柳」（ニッポン放送）

## ビデオ作品
- 「関東高田組・黄金の七人」ポニーキャニオン（高田文夫プロデュース）
- 「金なら返せん!」イメージファクトリー※脚本（大川豊との共同脚本）